# La Petite-Pierre
La Petite-Pierre (em alemão:  Lützelstein) é uma comuna francesa na região administrativa de Grande Leste, no departamento Baixo Reno. Estende-se por uma área de 19,47 km². Em 2010 a comuna tinha 625 habitantes (densidade: 32,1 hab./km²).